# لوان ارولادزه
لوان ارولادزه (اوکراینی: Леван Гівійович Арвеладзе؛ زادهٔ ۶ آوریل ۱۹۹۳) بازیکن فوتبال اهل اوکراین است.
از باشگاه‌هایی که در آن بازی کرده‌است می‌توان به باشگاه فوتبال زوریا لوهانسک اشاره کرد.